# Працюха
Працюха (Процюха, балка Рыжкина, адыг. Тхьапс) — река в России, протекает в Майкопском районе республики Адыгея. Длина реки — около 16 км.
Главный исток берёт начало на хребте, разделяющем административные границы Адыгеи и Краснодарского края, между буграми Молдавским и Ширванским. Другие истоки берут начало со склона того же хребта. На 11 километре вбирает в себя воды речки Безводной. В низовьях долина реки представляет собой крутой овраг. Река течёт на восток, затем поворачивает на юг. Впадает в реку Курджипс в станице Курджипская.
Этимология названия реки не установлена. По мнению А. Хагурова, русское название речка получила вследствие того, что помогала людям. На карте Кубанской области 1902 года река указана как Прусуха, причём так подписан основной исток реки Безводной, на 5-вёрстной карте Кавказского края 1926 года — как река Прусская (по всей видимости, от станицы Прусской, которая сейчас называется Безводной).
На берегу этой реки в 1920 году состоялась массовая казнь отрядами конной армии Будённого. Было порублено 64 человека из станиц Курджипской и Дагестанской.

## Топографические карты
- Лист карты L-37-128-4-2.